# Phebalium brachyphyllum
Phebalium brachyphyllum är en vinruteväxtart som beskrevs av George Bentham. Phebalium brachyphyllum ingår i släktet Phebalium och familjen vinruteväxter. Inga underarter finns listade i Catalogue of Life.